# Görkem Polat
Görkem Polat es un deportista turco que compite en taekwondo. Ganó una medalla de bronce en el Campeonato Mundial de Taekwondo de 2023 y una medalla de plata en el Campeonato Europeo de Taekwondo de 2022.

## Palmarés internacional
| Campeonato Mundial | Campeonato Mundial       | Campeonato Mundial | Campeonato Mundial |
| Año                | Lugar                    | Medalla            | Categoría          |
| ------------------ | ------------------------ | ------------------ | ------------------ |
| 2023               | Bakú (Azerbaiyán)        | Medalla de bronce  | –54 kg             |
| Campeonato Europeo |                          |                    |                    |
| Año                | Lugar                    | Medalla            | Categoría          |
| 2022               | Mánchester (Reino Unido) | Medalla de plata   | –54 kg             |